# Romulus Demetrescu
Romulus Demetrescu (n. 10 decembrie 1892, Roman – d. 24 decembrie 1972, București) a fost un critic și istoric literar român.

## Biografie
S-a născut în orașul Roman în familia lui Gheorghe Em. Demetrescu, funcționar la Fabrica de Zahăr de la Mărășești. A urmat școala primară în orașul Roman, Liceul Național din Iași (absolvit în 1913) și apoi Facultatea de Litere și Filosofie a Universității din Iași (absolvită în 1918) și Seminarul Pedagogic din Iași (absolvită în 1920). A fost mobilizat ca ofițer în Primul Război Mondial, luptând, printre altele, în Bătălia de la Mărășești. A obținut în 1925 titlul de doctor în filosofie cu teza Teoria cunoașterii în istorie (1925).
După absolvirea studiilor universitare a lucrat ca profesor la Liceul „Petru și Pavel” din Ploiești (până în 1920), profesor de filosofie la Liceul „G. Barițiu” și la Seminarul Pedagogic din Cluj (1920-1940), asistent al profesorului Florian Ștefănescu-Goangă la Catedra de psihologie (din 1923) și la Seminarul Pedagogic al Universității din Cluj (din 1930), apoi profesor la Liceul „Spiru Haret” din București (din 1940). A predat cursuri de logică și de limba română, redactând câteva manuale pentru școlile secundare: Elemente de logică și metodologie (1922), Tratat elementar de logică (1922) și Limba română, pentru clasele I-IV de liceu (1946). Tratat elementar de logică, deși destinat elevilor din ultimele clase de liceu, era o lucrare savantă, accesibilă mai degrabă studenților și personalului didactic de specialitate.
Profesorul Demetrescu avea o cultură multilaterală întemeiată pe lecturi numeroase, făcându-i pe elevii de la Seminarul Pedagogic să afirme în glumă că putea să țină o prelegere strălucită atât despre poezia eminesciană, cât și despre cultivarea trestiei de zahăr în Antile.

## Activitatea publicistică
În paralel cu activitatea didactică a desfășurat și o activitate publicistică, colaborând la revistele Viața nouă, Cele trei Crișuri, Ramuri, Societatea de mâine, Transilvania, Abecedar, Însemnări ieșene, Familia, Preocupări literare, Pagini literare etc. A publicat cronici literare „de elevată intelectualitate” în revista Pagini literare din Turda în care a analizat aparițiile editoriale recente ale unor scriitori români ca Mihail Sadoveanu, Tudor Arghezi, Hortensia Papadat-Bengescu, Cezar Petrescu, Al. O. Teodoreanu, Gib I. Mihăescu, Victor Papilian, Vilhelm Beneș, Ion Vlasiu, Octav Șuluțiu și Liviu Rebreanu, acordând atenție aspectelor psihologice existente în acele opere literare. În opinia cercetătorului literar Mircea Anghelescu „foiletoanele sale, fără să exceleze câtuși de puțin prin invenție critică și petulanță, abordează chestiuni esențiale ale literaturii (prozei in special) interbelice: invazia eroticului, tirania autenticului (a „documentului” omenesc), favorizarea expresiei în dauna construcției ș.c.l.”. Unele critici sunt malițioase, reproșându-i spre exemplu criticului Eugen Lovinescu paginile „prost compuse și nestilizate” din romanul Mite, cu recomandarea să renunțe să mai scrie romane și să se ocupe de critică literară. Cronicile literare ale lui Romulus  Demetrescu au fost adunate și publicate postum în volumul Însemnări critice (1979), îngrijit de profesorii Nae Antonescu și Dimitrie Danciu.

## Distincții
- Ordinul Meritul Cultural, în gradul de Cavaler cl. II, pentru școală (1 februarie 1943)[6]

## Opera
- Elemente de logică și metodologie, Cluj, 1922;
- Tratat elementar de logică, București, 1922 (ed. a II-a, Editura „Remus Cioflec”, București, 1947);
- Limba română, pentru clasele I-IV de liceu, București, 1946;
- Însemnări critice, ed. îngrijită de Nae Antonescu și Dimitrie Danciu, Editura Dacia, Cluj-Napoca, 1979, 363 p.